# Giovanni Lai
Giovanni Lai (Illorai, 13 giugno 1945 – Brescia, 19 dicembre 2020) è stato un militare italiano, maresciallo dell'Arma dei Carabinieri, insignito di medaglia d'oro al valor civile.

## Biografia
Allievo carabiniere presso la Legione Allievi Carabinieri, dopo il corso svolse servizio in vari comandi prima di diventare sottufficiale ed essere destinato nell'ambito della Legione Carabinieri di Brescia. In tale città, egli prestava servizio presso il comando della legione quando, il 16 dicembre 1976 transitando in Piazzale Arnaldo con il carabiniere Carmine Delli Bovi, fu avvertito da alcuni cittadini della presenza di una borsa da cui usciva del fumo. Immediatamente, i due militari cercarono di tenere a distanza i passanti. Fallito il tentativo di spegnere con acqua ciò che bruciava nella borsa, il brigadiere provò a spostarla con un'asta di ferro. Nel momento in cui Giovanni Lai iniziò ad agganciare la borsa, la miccia contenuta nella pentola a pressione piena di esplosivo nascosta nella borsa esplose provocando la morte di Bianca Gritti Daller, una insegnante in pensione e il ferimento di una decina di persone tra cui il carabiniere che lo stava coadiuvando. Il brigadiere Lai lottò a lungo tra la vita e la morte e solo dopo delicate operazioni riprese una vita normale. La drammatica vicenda è passata alla storia come la Bomba di Piazzale Arnaldo.
Con decreto del presidente della Repubblica datato 17 maggio 1978 gli fu conferita la medaglia d'oro al valor civile.
Il 16 dicembre 2011, in occasione del 35º anniversario della tragica ricorrenza, il maresciallo Lai prese parte alla manifestazione in ricordo dell'avvenimento.
Si è spento nella sua abitazione di Brescia il 19 dicembre 2020, all'età di 75 anni, a causa di un infarto.

## Riconoscimenti
La sezione di Manerbio dell'Associazione nazionale carabinieri è intitolata al "Brigadiere Giovanni Lai".